# Ludovico Ariosto

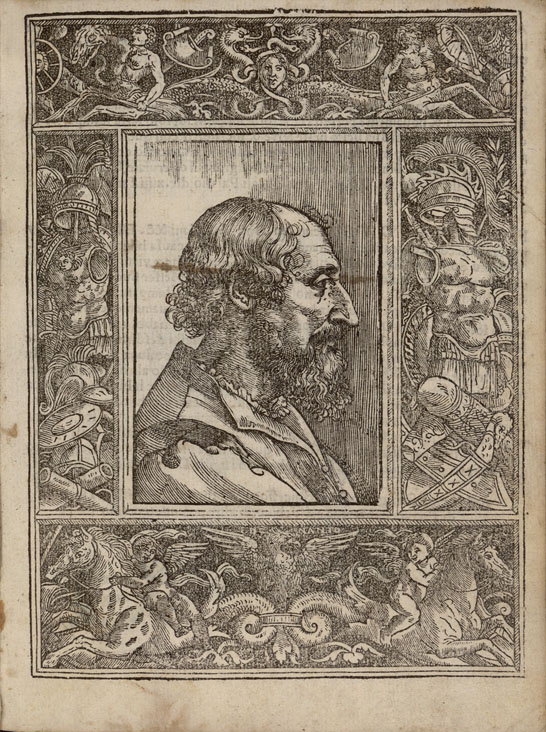
Ludovico Ariosto, Holzschnitt in der dritten von Ariosto selbst besorgten Ausgabe des Orlando furioso, Ferrara 1532

Ludovico Ariosto [ludoˈviːko aˈrjɔsto] (deutsch Ariost; * 8. September 1474 in Reggio nell’Emilia; † 6. Juli 1533 in Ferrara) war ein italienischer Humanist, Militär, Höfling und Autor. Sein Hauptwerk, das Versepos Orlando furioso („Der rasende Roland“), gilt als einer der wichtigsten Texte der italienischen Literatur und wurde in ganz Europa rezipiert.

## Leben und Wirken

### Herkunft und Ausbildung
Ariosto (bzw. Ariost, wie er im deutschen Sprachraum oft genannt wird) war das älteste von zwölf Kindern des wenig begüterten Adeligen Niccolò Ariosto, der im Dienst des Herzogs Ercole I. d’Este (1431–1505), des Herrschers von Ferrara und Modena, die Garnison von Reggio nell’Emilia befehligte.
Nachdem er ab 1484 die Lateinschule in Ferrara besucht hatte, begann Ariost 1489 auf Wunsch des Vaters ein Jurastudium an der dortigen Universität. Er schloss es jedoch nicht ab, sondern widmete sich vor allem humanistischen Studien. Hierbei befreundete er sich mit dem etwas älteren Pietro Bembo, dem späteren bedeutenden Autor, Sprachtheoretiker und schließlich Kardinal. Mit ihm teilte er auch das Interesse für die jüngere volkssprachliche italienische Literatur, insbesondere die Lyrik Petrarcas und die Erzählungen Boccaccios, sowie für die Schriften der Florentiner Neuplatonisten. Dank der Position seines Vaters erhielt er Zutritt zum Hof in Ferrara, das Herzog Ercole nach 1471 zur Hauptstadt seines zwischen dem Herzogtum Mailand, den Republiken Venedig und Florenz sowie dem Kirchenstaat gelegenen Herrschaftsgebietes gemacht und ausgebaut hatte.

### Frühes literarisches Schaffen und militärischer Dienst
1493 trat er in eine Theatergruppe ein, die am Hofe Schauspiele aufführte. Er schrieb in jener Zeit die (verlorengegangene) Tragedia di Tisbe. Ab 1495 begann er, erste lateinische Dichtungen zu schreiben und verfasste in seiner Zeit als Student und Zaungast am Hof diverse Dichtungen in lateinischer Sprache.
Als im Jahr 1500 sein Vater plötzlich starb, musste er zur Ernährung der Familie, darunter waren ein gelähmter Bruder und fünf Schwestern, beitragen. Er trat in die militärischen Fußstapfen des Vaters und übernahm als Hauptmann den Oberbefehl einer Grenzfestung nahe Canossa.

### Kirchlicher Dienst und literarische Weiterentwicklung
1503 konnte er zurück nach Ferrara und wurde als Sekretär in den Dienst des Kardinals Ippolito d’Este aufgenommen, eines Sohnes von Herzog Ercole. In der Hoffnung, über ihn eine kirchliche Pfründe zu erhalten, die ihn finanziell unabhängig machte, ließ er sich die Niederen Weihen erteilen und bekam in der Tat 1506 eine Pfründe in einer reichen Gemeinde zugewiesen, wo er, wie in solchen Fällen üblich, nur sporadisch präsent zu sein brauchte. Im Dienst des Kardinals war er vielbeschäftigt, da der Kardinal von seinen Höflingen ständige Einsatzbereitschaft verlangte. U. a. reiste er mehrfach in seinem Auftrag nach Rom. Mit seiner Tätigkeit war Ariost unzufrieden. Er fühlte sich ständig überfordert, schlecht bezahlt und zudem als Dichter nicht genügend anerkannt. Er fand aber trotz seiner Dienstverpflichtungen Zeit, literarisch tätig zu sein, und zwar ab ca. 1505 nur noch in italienischer Sprache. So verfasste er eine Reihe von Gelegenheitsgedichten sowie Sonette und Kanzonen im Stil des Petrarkismus. Weiterhin schrieb er, in Prosa, die Komödien La Cassaria (1508, dt. etwa Das Ding mit der Truhe [cassa]) und I suppositi (1509, dt. die Untergeschobenen), worin er sich von den üblichen Vorbildern Plautus und Terenz löste und zeitgenössisch wirkende Sujets behandelte. Vor allem aber arbeitete er an dem Orlando, einem Versepos in elfsilbigen Stanzen, das er um 1505 als Fortsetzung von Matteo Boiardos unvollendet gebliebenem Versepos Orlando innamorato („der verliebte Roland“) begonnen hatte und das er 1516 in einer ersten Version von 40 Gesängen mit einer Widmung an Ippolito drucken ließ.

Das Fragment von I Studenti (1518) wurde durch Gabriele Ariosto fertiggestellt und postum als La Scolastica (1547) veröffentlicht.

Seine Hoffnungen, unter dem 1513 gewählten Papst Leo X., der ihn kannte und schätzte, einen Posten in Rom und finanzielle Vorteile zu erhalten, erfüllten sich nicht. Als Ippolito 1517 ein Bistum in Ungarn übernahm, ging Ariost nicht mit. Vielmehr konnte er im April 1518 in die Dienste des etwas großzügigeren Herzogs (seit 1505) Alfonso I. d’Este, dessen Bruder, wechseln. Auch für ihn war er mehrfach in diplomatischen Missionen unterwegs.
Zugleich war er wie immer schriftstellerisch tätig, z. B. mit einer Serie von Vers-Satiren (1517–25), die biografische, politische und allgemeinmenschliche Aspekte verbinden. Hierbei reflektiert er in der ersten die Zwänge der Höflingsexistenz und begründet, warum er Ippolito nicht nach Ungarn gefolgt ist. In einer zweiten polemisiert er gegen den päpstlichen Hof, der ihn des Öfteren enttäuscht hatte. 1520 schrieb er mit Il Negromante („der Nekromant“, Uraufführung 1528) eine weitere Komödie. 1521 gab er eine um fünf Gesänge vermehrte Ausgabe des Orlando in Druck, die in den Folgejahren mehrere Male neu aufgelegt wurde. In der dritten seiner sieben Satiren (Satire) lobt er wehmütig das einfache Leben eines Gelehrten, fern vom Druck der Tagesgeschäfte – sichtlich ein Reflex auf seine anstrengende Tätigkeit in der unruhigen Grenzprovinz Garfagnana, wo er 1522 bis 1525, offenbar durchaus geschickt, als Gouverneur amtierte. Seine Erlebnisse dort verarbeitete er in einer vierten, 1523 entstandenen Satire. Die fünfte befasst sich, nicht ohne die für den Kleriker typische Misogynie, mit der Wahl der passenden Frau. Das Thema war aktuell für Ariost, weil er (s. u.) ans Heiraten dachte. Die sechste, entstanden 1524/25, die er dem Freund Pietro Bembo widmete, befasst sich mit dem Thema Bildung und Erziehung, denn er war schon zweifacher Vater aus früheren Beziehungen.

### Rückzug ins Privatleben, schriftstellerischer Höhepunkt und Lebensabend
1525, nachdem er kurz noch als Intendant des Ferrareser Hoftheaters tätig gewesen war, zog sich Ariost in eine Existenz als Privatmann zurück. Er lehnte das Angebot ab (warum, begründet er in einer siebten Satire von 1524), herzoglicher Botschafter in Rom zu werden, und kaufte sich 1526 ein kleines Häuschen in Ferrara in der Via Mirasole, das er gemeinsam mit seinem Sohn Virgilio bewohnte. 1527 oder 1528 verheiratete er sich, und zwar heimlich, um seine Pfründe nicht aufgeben zu müssen, mit Alessandra Benucci, der Witwe des Florentiner Humanisten und Autors Tito Strozzi (1425–1515), mit der er schon seit längerem ein Verhältnis unterhielt.
In den nachfolgenden Jahren verfasste er die Komödie La Lena („Die [Kupplerin] Lena“, 1528) und überarbeitete vor allem nochmals den Orlando. Er bereinigte den Text im Sinne der sich festigenden italienischen Literatur- und Schriftsprache und er veränderte die Ausrichtung, indem er statt der ursprünglich vor allem ins Auge gefassten höfischen Zuhörerschaft eher das anonyme Lesepublikum anzusprechen versuchte, das sich inzwischen herausgebildet hatte.
Das 1532 in nunmehr 46 Gesängen neu publizierte Epos um die Kämpfe Rolands und der Paladine Karls des Großen mit den Heiden, um die Liebe Rolands zu der flatterhaften Angelica sowie um die Liebe zwischen Ruggero und Bradamante, den angeblichen Begründern des Hauses Este, war sehr erfolgreich und wurde allein im 16. Jahrhundert fast zweihundert Male nachgedruckt. Noch Voltaire und Goethe schätzten das Werk.
1532 begleitete Ariost seinen Herzog, dem er immer wieder als Berater gedient hatte, zu Verhandlungen mit Kaiser Karl V. nach Mantua. Nach der Heimkehr erkrankte er schwer und wurde nicht wieder gesund.

## Werke

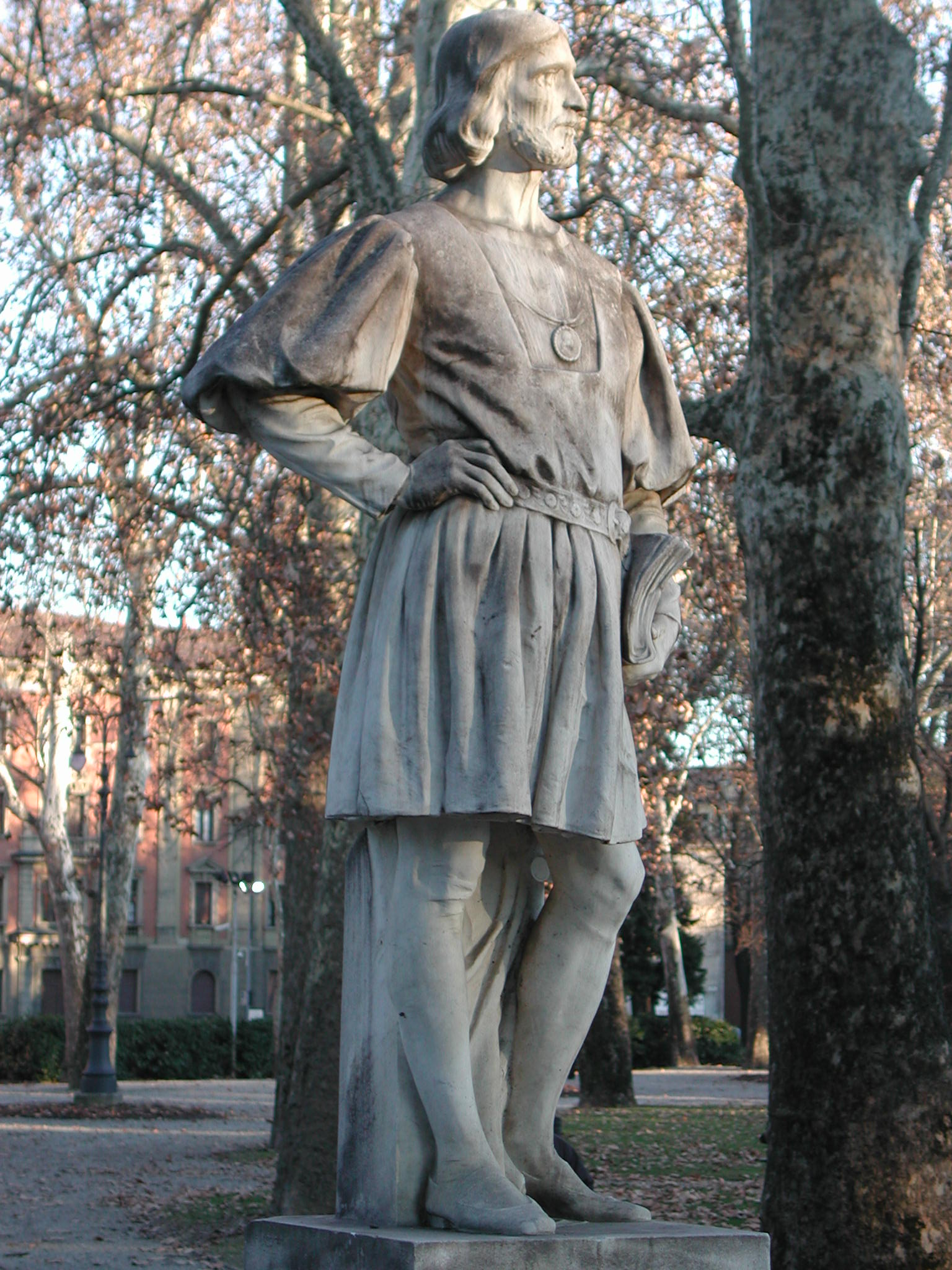
Statue des Dichters in Reggio nell’Emilia

- Hauptwerk: Orlando furioso, 1516–32.
  - Erste deutsche (Teil-)Übersetzung: Die Historie vom rasenden Roland von Diederich von dem Werder, 1632–36; Prosa-Übersetzung von Wilhelm Heinse: Roland der Wüthende, 1782–83; erste vollständige Vers-Übersetzung von Johann Diederich Gries: Der rasende Roland, 1804–1809, rev. 1827–28; weitere Übersetzungen ins Deutsche von Karl Streckfuß, 1818–25, rev. 1839; Hermann Kurtz, 1840–41, überarbeitet von Paul Heyse, 1880–81; Otto Gildemeister, 1882, und Alfons Kissner, 1908, rev. 1922.
- Komödien:
  - La Cassaria, 1508 (dt. Die Kastenkomödie, übers. v. Alfons Kissner, 1909)
  - I Suppositi, 1509 (dt. Die Untergeschobenen, dito)
  - Il negromante, 1520 (dt. Der Nekromant, dito)
  - La Lena, 1528 (dt. Lena, die Kupplerin, dito)
- Sieben Satiren (Satire, 1517–1525)
- Lyrik: Oden, Sonette, Kanzonen

## Standbilder und Denkmäler
- Statue des Dichters in Reggio nell’Emilia
- Marmorhermen von Dante, Petrarca, Tasso und Ariost von Gustav Blaeser im Dichterhain vor der Westseite des Schlosses Charlottenhof, genannt Siam, im Park Sanssouci (Potsdam)

## Textausgaben und Übersetzungen
- Dennis Looney, Mark Possanza (Hrsg.): Ludovico Ariosto: Latin Poetry. Harvard University Press, Cambridge (Massachusetts) 2018 (lateinischer Text und englische Übersetzung)
- Le premier volume de Roland Furieux […] mys en rime françoise par Jan Fornier. Anvers 1555.